# Combiné nordique aux Jeux du ski de Suède
Cette page reprend les résultats des épreuves de combiné nordique des jeux du ski de Suède. Créés en 1947, ceux-ci se déroulent annuellement depuis lors. S'y déroulent des compétitions de saut, de fond et de combiné.

## Podiums
Sauf mention contraire, les épreuves ont lieu à Falun.
| Date                | Lieu                | Épreuve                 | Vainqueur                                                          | Deuxième                                                        | Troisième                                           | Catégorie de course   |
| ------------------- | ------------------- | ----------------------- | ------------------------------------------------------------------ | --------------------------------------------------------------- | --------------------------------------------------- | --------------------- |
| 1947                | Sundsvall           |                         | Sven Israelsson                                                    | Clas Haraldsson                                                 | Gunnar Hermansen                                    |                       |
| 1948                | Östersund           |                         | Sven Israelsson                                                    | Erik Elmsäter                                                   | Ottar Gjermundshaug                                 |                       |
| 1949                | Sollefteå           |                         | Heikki Hasu                                                        | Simon Slåttvik                                                  | Per Sannerud                                        |                       |
| 1950                | Östersund           |                         | Sven Israelsson                                                    | Per Sannerud                                                    | Simon Slåttvik                                      |                       |
| 1951                | Sundsvall           |                         | Per Gjelten                                                        | Johan Vanvik                                                    | Ottar Gjermundshaug                                 |                       |
| 1952                |                     |                         | Johan Vanvik                                                       | Gunder Gundersen                                                | Hans Eder                                           |                       |
| 1953                | Boden               |                         | Eeti Nieminen                                                      | Per Gjelten                                                     | Kjetil Mårdalen                                     |                       |
| 1954                |                     |                         | Sverre Stenersen                                                   | Gunder Gundersen                                                | Kjetil Mårdalen                                     | Championnats du monde |
| 1955                | Stockholm / Nässjö  |                         | Kjetil Mårdalen                                                    | Eero Kempainen                                                  | Sepp Schiffner                                      |                       |
| 1956                |                     |                         | Bengt Eriksson                                                     | Pekka Ristola                                                   | Lars Dahlqvist                                      |                       |
| 1957                | Skellefteå          |                         | Kristoffer Grøtli                                                  | Bengt Eriksson                                                  | Pekka Ristola                                       |                       |
| 1958                |                     |                         | Épreuve annulée                                                    | Épreuve annulée                                                 | Épreuve annulée                                     |                       |
| 1959                |                     |                         | Tormod Knutsen                                                     | Gunder Gundersen                                                | Sverre Stenersen                                    |                       |
| 1960                |                     |                         | Tormod Knutsen                                                     | Günter Flauger                                                  | Sverre Stenersen                                    |                       |
| 1961                |                     |                         | Günter Flauger                                                     | Tormod Knutsen                                                  | Albert Larionov                                     |                       |
| 1962                |                     |                         | Arne Larsen                                                        | Tormod Knutsen                                                  | Ole Henrik Fagerås                                  |                       |
| 1963                |                     |                         | Georg Thoma                                                        | Roland Weißpflog                                                | Tormod Knutsen                                      |                       |
| 1964                | Kiruna              |                         | Roland Weißpflog                                                   | Günter Flauger                                                  | Tormod Knutsen                                      |                       |
| 1965                |                     |                         | Markus Svendsen                                                    | Günter Flauger                                                  | Rainer Dietel                                       |                       |
| 1966                | Örnsköldsvik / Umeå |                         | Mikkel Dobloug                                                     | Günter Münzner                                                  | Terje Kristoffersen                                 |                       |
| 1967                |                     |                         | Mikkel Dobloug                                                     | Markus Svendsen                                                 | Günter Münzner                                      |                       |
| 1968                |                     |                         | Aleksandr Nossov (en)                                              | John Bower                                                      | Mikkel Dobloug                                      |                       |
| 1969                |                     |                         | Kåre Olav Berg                                                     | Ladislav Rygl                                                   | Mikkel Dobloug                                      |                       |
| 1970                |                     |                         | Épreuve annulée                                                    | Épreuve annulée                                                 | Épreuve annulée                                     |                       |
| 1971                |                     |                         | Werner Schmidt                                                     | Jurij Kosulin                                                   | Sven-Olof Israelsson                                |                       |
| 1972                | Lycksele            |                         | Erkki Kilpinen                                                     | Kazimierz Długopolski                                           | Stefan Hula                                         |                       |
| 1973                |                     |                         | Hans Hartleb                                                       | Ulrich Wehling                                                  | Rauno Miettinen                                     |                       |
| 1974                |                     |                         | Ulrich Wehling                                                     | Günther Deckert                                                 | Stefan Hula                                         | Championnats du monde |
| 1975                |                     |                         | Ulrich Wehling                                                     | Stefan Hula                                                     | Jorma Etelälahti                                    |                       |
| 1976                |                     |                         | Rauno Miettinen                                                    | Tom Sandberg                                                    | Erkki Kilpinen                                      |                       |
| 1977                |                     |                         | Konrad Winkler                                                     | Jorma Etelälahti                                                | Tom Sandberg                                        |                       |
| 1978                |                     |                         | Jorma Etelälahti                                                   | Tom Sandberg                                                    | Rauno Miettinen                                     |                       |
| 1979                |                     |                         | Ulrich Wehling                                                     | Tom Sandberg                                                    | Hallstein Bøgseth                                   |                       |
| 1980                |                     |                         | Épreuve annulée                                                    | Épreuve annulée                                                 | Épreuve annulée                                     |                       |
| 1981                |                     |                         | Stanisław Kawulok                                                  | Ivar Olsen                                                      | Jan Legierski                                       |                       |
| 1982                |                     |                         | Hermann Weinbuch                                                   | Hubert Schwarz                                                  | Hallstein Bøgseth                                   |                       |
| 1983                |                     |                         | Espen Andersen                                                     | Gunter Schmieder                                                | Uwe Dotzauer                                        |                       |
| 24.-25 février 1984 |                     |                         | Rauno Miettinen                                                    | Tom Sandberg                                                    | Geir Andersen                                       | Coupe du monde        |
| 1985                |                     |                         | Épreuve annulée                                                    | Épreuve annulée                                                 | Épreuve annulée                                     |                       |
| 1986                |                     | Par équipes             | Allemagne de l'Ouest Thomas Müller Hubert Schwarz Hermann Weinbuch | Norvège Knut Leo Abrahamsen Hallstein Bøgseth Andersen          | Autriche Klaus Sulzenbacher Günther Csar Reiter     |                       |
| 6.-7 mars 1987      |                     |                         | Torbjørn Løkken                                                    | Thomas Müller                                                   | Hermann Weinbuch                                    | Coupe du monde        |
| 12.-13 mars 1988    |                     |                         | Klaus Sulzenbacher                                                 | Vassili Savin                                                   | Sami Leinonen                                       | Coupe du monde        |
| 11.-12 mars 1989    |                     |                         | Trond Einar Elden                                                  | Thomas Abratis                                                  | Allar Levandi                                       | Coupe du monde        |
| 9.-10 mars 1990     | Örnsköldsvik        |                         | Klaus Sulzenbacher                                                 | Fred Børre Lundberg                                             | Allar Levandi                                       | Coupe du monde        |
| 8.-9 mars 1991      |                     |                         | Trond Einar Elden                                                  | Fabrice Guy                                                     | Klaus Sulzenbacher                                  | Coupe du monde        |
| 1992                | Funäsdalen          |                         | Épreuve annulée                                                    | Épreuve annulée                                                 | Épreuve annulée                                     |                       |
| 1993                |                     |                         | Kenji Ogiwara                                                      | Knut Tore Apeland                                               | Trond Einar Elden                                   | Championnats du monde |
| 1993                |                     | Par équipes             | Japon Takanori Kono Masashi Abe Kenji Ogiwara                      | Norvège Knut Tore Apeland Trond Einar Elden Fred Børre Lundberg | Allemagne Thomas Dufter Jens Deimel Hans-Peter Pohl | VM                    |
| 1994                |                     |                         | Épreuve annulée                                                    | Épreuve annulée                                                 | Épreuve annulée                                     |                       |
| 3 février 1995      |                     |                         | Kenji Ogiwara                                                      | Takanori Kono                                                   | Mario Stecher                                       | Coupe du monde        |
| 8 mars 1996         |                     |                         | Hannu Manninen                                                     | Kenji Ogiwara                                                   | Jari Mantila                                        | Coupe du monde        |
| 1997                |                     |                         | Épreuve annulée                                                    | Épreuve annulée                                                 | Épreuve annulée                                     |                       |
| 10 mars 1998        |                     | Sprint                  | Mario Stecher                                                      | Bjarte Engen Vik                                                | Fred Børre Lundberg                                 | Coupe du monde        |
| 11 mars 1999        |                     | K115 / sprint           | Ladislav Rygl                                                      | Kenji Ogiwara                                                   | Hannu Manninen                                      | Coupe du monde        |
| 2000-2001           |                     |                         | Épreuves annulées                                                  | Épreuves annulées                                               | Épreuves annulées                                   |                       |
| 9 mars 2002         |                     | Mass-start 15 km / K115 | Épreuve annulée                                                    | Épreuve annulée                                                 | Épreuve annulée                                     | Coupe du monde        |
| 2003-2011           |                     |                         | Épreuves annulées                                                  | Épreuves annulées                                               | Épreuves annulées                                   |                       |